# Юсуф Сари
Юсуф Сари (тур. Yusuf Sarı, фр. Yusuf Sari, нар. 20 листопада 1998, Мартіг) — турецький та французький футболіст, нападник клубу «Адана Демірспор».

## Клубна кар'єра
Народився 20 листопада 1998 року в місті Мартіг. Розпочав займатись футболом в академії «Істра», з якої 2015 року перейшов у «Марсель». З 2016 року став залучатись до матчів другої команди, в якій взяв участь у 31 матчі чемпіонату серед аматорів.
Професійний дебют за «Марсель» відбувся 24 вересня 2017 року в матчі Ліги 1 проти «Тулузи» (2:0). Цей матч так і залишився єдиним для Сари в чемпіонаті, також він зіграв три матчі в Кубку Франції 2017/18.
Осінню частину сезону 2018/19 провів у клубі Ліги 2 «Клермон», де був гравцем запасу: 9 матчів за півроку, з них у жодному не провів на полі 90 хвилин.
У липні 2019 перейшов до турецького «Трабзонспора».

## Виступи за збірну
Сари народився у Франції, але має турецьке коріння. 23 березня 2018 року дебютував за молодіжну збірну Туреччини у матчі кваліфікації на чемпіонат Європи серед молодіжних команд 2019 року проти Швеції. На молодіжному рівні зіграв у 8 офіційних матчах.

## Статистика виступів

### Статистика клубних виступів
| Сезон              | Команда           | Чемпіонат         | Чемпіонат | Чемпіонат | Національний кубок | Національний кубок | Національний кубок | Континентальні кубки | Континентальні кубки | Континентальні кубки | Інші змагання | Інші змагання | Інші змагання | Усього | Усього | Усього |
| Сезон              | Команда           | Ліга              | Ігор      | Голів     | Ліга               | Ігор               | Голів              | Ліга                 | Ігор                 | Голів                | Ліга          | Ігор          | Голів         | Ігор   | Голів  |        |
| ------------------ | ----------------- | ----------------- | --------- | --------- | ------------------ | ------------------ | ------------------ | -------------------- | -------------------- | -------------------- | ------------- | ------------- | ------------- | ------ | ------ | ------ |
| 2016–17            | «Марсель-2»       | АЧФ (IV)          | 12        | 0         |                    | -                  | -                  |                      | -                    | -                    |               | -             | -             | 12     | 0      |        |
| 2017–18            | «Марсель-2»       | АЧФ (IV)          | 9         | 2         |                    | -                  | -                  |                      | -                    | -                    |               | -             | -             | 9      | 2      |        |
| 2017–18            | «Марсель»         | Л1                | 1         | 0         | КФ+КЛ              | 3+0                | 0                  | ЛЄ                   | 0                    | 0                    |               | -             | -             | 4      | 0      |        |
| серп. 2018         | «Марсель-2»       | Н2 (IV)           | 1         | 0         |                    | -                  | -                  |                      | -                    | -                    |               | -             | -             | 1      | 0      |        |
| серп. 2018–січ. 19 | «Клермон»         | Л2 (II)           | 9         | 0         | КФ+КЛ              | -                  | -                  |                      | -                    | -                    |               | -             | -             | 9      | 0      |        |
| серп. 2018–січ. 19 | «Клермон-2»       | Н3 (V)            | 1         | 0         |                    | -                  | -                  |                      | -                    | -                    |               | -             | -             | 1      | 0      |        |
| січ.–чер. 2019     | «Марсель-2»       | Н2 (IV)           | 9         | 3         |                    | -                  | -                  |                      | -                    | -                    |               | -             | -             | 9      | 3      |        |
| Усього за кар'єру  | Усього за кар'єру | Усього за кар'єру | 42        | 5         |                    | 3                  | 0                  |                      | 0                    | 0                    |               | -             | -             | 45     | 5      |        |

## Титули і досягнення
- Володар Кубок Туреччини (1):

«Трабзонспор»: 2019-20
- Володар Суперкубок Туреччини (1):

«Трабзонспор»: 2020